# Chickasaw County (Iowa)
Das Chickasaw County ist ein County im US-amerikanischen Bundesstaat Iowa. Im Jahr 2020 hatte das County 12.012 Einwohner und eine Bevölkerungsdichte von 9,2 Einwohnern pro Quadratkilometer. Der Verwaltungssitz (County Seat) ist New Hampton.

## Geografie
Das County liegt im Nordosten Iowas und hat eine Fläche von 1.309 Quadratkilometern, wovon zwei Quadratkilometer Wasserfläche sind. Es ist im Norden etwa 40 km von Minnesota sowie im Osten etwa 80 km vom Mississippi entfernt, der die Grenze zu Wisconsin und Illinois bildet.
Im äußersten Südosten wird das County von Cedar River durchflossen, der über den Iowa River zum Stromgebiet des Mississippi gehört. Weiter östlich durchfließt der Wapsipinicon River das County, der weiter südlich ebenfalls in den Mississippi mündet.
An das Chickasaw County grenzen folgende Nachbarcountys:
| Mitchell County | Howard County |                                  |
| Floyd County    |               | Winneshiek County Fayette County |
| Butler County   | Bremer County |                                  |

## Geschichte
Das Chickasaw County wurde am 15. Januar 1851 aus ehemaligen Teilen des Fayette County gebildet. Benannt wurde es nach den ehemals im Süden lebenden Chickasaw-Indianern.
Die ersten weißen Siedler kamen 1848 und der erste Sitz der County-Verwaltung war ab 1854 in Bradford, in der südwestlichen Ecke des Countys. Im Frühling 1857 wurde der Sitz nach New Hampton verlegt, das nahe dem geographischen Zentrum lag und damals noch Chickasaw Center hieß. Die ersten notwendigen Büros der County-Verwaltung wurden in Privathäusern und dem Schulgebäude untergebracht. Erst 1865 wurde das erste Gerichtsgebäude erbaut, welches 1876 erweitert wurde und am 26. März 1880 durch ein Feuer total zerstört wurde.
Im Amerikanischen Bürgerkrieg erlangte das Chickasaw County überregionale Bekanntheit durch die Chickasaw Souldiers der G-Kompanie des 27. Iowa Freiwilligen Infanterie Regiments.

## Bevölkerung
Nach der Volkszählung im Jahr 2010 lebten im Chickasaw County 12.439 Menschen in 5167 Haushalten. Die Bevölkerungsdichte betrug 9,5 Einwohner pro Quadratkilometer. In den 5167 Haushalten lebten statistisch je 2,25 Personen.
Ethnisch betrachtet setzte sich die Bevölkerung zusammen aus 97,4 Prozent Weißen, 0,3 Prozent Afroamerikanern, 0,1 Prozent amerikanischen Ureinwohnern, 0,3 Prozent Asiaten sowie aus anderen ethnischen Gruppen; 0,5 Prozent stammten von zwei oder mehr Ethnien ab. Unabhängig von der ethnischen Zugehörigkeit waren 2,2 Prozent der Bevölkerung spanischer oder lateinamerikanischer Abstammung.
24,4 Prozent der Bevölkerung waren unter 18 Jahre alt, 56,5 Prozent waren zwischen 18 und 64 und 19,1 Prozent waren 65 Jahre oder älter. 49,7 Prozent der Bevölkerung war weiblich.
Das jährliche Durchschnittseinkommen eines Haushalts lag bei 43.990 USD. Das Prokopfeinkommen betrug 21.783 USD. 9,3 Prozent der Einwohner lebten unterhalb der Armutsgrenze.

## Ortschaften im Chickasaw County
Citys
| - Alta Vista - Bassett - Fredericksburg | - Ionia - Lawler - Nashua1 | - New Hampton - North Washington - Protivin2 |

Unincorporated Communities
| - Boyd - Bradford - Chickasaw - Deerfield | - Jerico - Little Turkey - Saude |

1 – teilweise im Floyd County

2 – überwiegend im Howard County

## Gliederung
Das Chickasaw County ist in 12 Townships eingeteilt:
| Township                | Einwohner (2010) | FIPS     |
| ----------------------- | ---------------- | -------- |
| Bradford Township       | 2167             | 19-90324 |
| Chickasaw Township      | 811              | 19-90663 |
| Dayton Township         | 1615             | 19-90909 |
| Deerfield Township      | 487              | 19-90942 |
| Dresden Township        | 725              | 19-91083 |
| Fredericksburg Township | 932              | 19-91437 |

| Township              | Einwohner (2010) | FIPS     |
| --------------------- | ---------------- | -------- |
| Jacksonville Township | 449              | 19-92184 |
| New Hampton Township  | 2928             | 19-93081 |
| Richland Township     | 306              | 19-93576 |
| Stapleton Township    | 729              | 19-94008 |
| Utica Township        | 421              | 19-94299 |
| Washington Township   | 869              | 19-94473 |